# 黒沢清
黒沢 清（くろさわ きよし、1955年〈昭和30年〉7月19日 - ）は、日本の映画監督、脚本家、映画批評家、小説家。東京芸術大学大学院映像研究科映画専攻教授。同業である黒澤明との血縁関係はない。

## 略歴
1955年、兵庫県神戸市生まれ。六甲学院高等学校卒業。大学在学中より8ミリ映画の制作をはじめる。1980年、立教大学社会学部産業関係学科卒業。
立教大学では、自主映画製作集団「パロディアス・ユニティ」に所属。同サークルには森達也や塩田明彦らがいた。蓮實重彦の「映画表現論」を受講し強い影響を受ける。
1981年、8ミリ映画『しがらみ学園』が第4回ぴあフィルムフェスティバルに入選。
大学4年生の時に雑誌『GORO』の対談で出会い知遇を得た長谷川和彦から声をかけられ『太陽を盗んだ男』に制作助手として参加。
1981年には相米慎二監督の『セーラー服と機関銃』に助監督として参加して映画製作を学ぶ。その流れから、ディレクターズ・カンパニーの設立に参加し、同社制作のピンク映画『神田川淫乱戦争』で1983年に映画デビュー。
1984年、にっかつロマンポルノ『女子大生・恥ずかしゼミナール』を撮影するが、にっかつ側が納品を拒否したため追加撮影を行い『ドレミファ娘の血は騒ぐ』と改題して1985年一般映画として公開した。
1989年、初のメジャー作品となる『スウィートホーム』が東宝系で公開。
1990年代には、主にテレビドラマとVシネマを中心に活動する。
1997年、『CURE』が第10回東京国際映画祭のコンペティション部門に出品され、主演の役所広司が男優賞を受賞。同作はフランスの日本映画特集やオランダのロッテルダム映画祭など、海外でも紹介され国際的な評価を得る。
1999年にはサンダンス・インスティテュートのスカラシップを獲得した脚本を基に監督した『カリスマ』が第52回カンヌ国際映画祭の監督週間部門に選出。同年に『ニンゲン合格』が第49回ベルリン国際映画祭のフォーラム部門に、『大いなる幻影』がヴェネツィア国際映画祭に正式出品され、1年のうちに世界三大映画祭すべてに監督作品が出品される結果となった。
2001年『回路』が第54回カンヌ国際映画祭のある視点部門に出品され、国際映画批評家連盟賞を受賞。
2003年に『アカルイミライ』で同映画祭のコンペティション部門出品を果たす。その後、『ドッペルゲンガー』（2003年）、『LOFT ロフト』（2006年）、『叫』（2007年）などの作品をコンスタントに監督する。
2005年、上記の国際的な活躍が評価されて東京芸術大学が大学院映像研究科を新設するに伴い北野武など共に映像研究科の教授に就任し、監督業と並行して大学の映像教育に携り、濱口竜介らを輩出する。2023年3月31日に映像研究科の教授を退任。
2008年、『トウキョウソナタ』が第61回カンヌ国際映画祭「ある視点部門」審査員賞、第3回アジア・フィルム・アワード作品賞を受賞した。
2012年、初の連続テレビドラマ『贖罪』を監督した。
2013年、劇場用映画としては5年ぶりとなる監督作品『リアル〜完全なる首長竜の日〜』が公開される。同年、『Seventh Code』で第8回ローマ映画祭最優秀監督賞を受賞する。
2015年に『岸辺の旅』が第68回カンヌ国際映画祭「ある視点」部門監督賞を受賞した。同年、第33回川喜多賞を受賞した。
2016年、初めて手掛けた海外作品『ダゲレオタイプの女』（原題：La Femme de la Plaque Argentique）が公開される。同年、第29回東京国際映画祭・SAMURAI賞、第58回毎日芸術賞を受賞した。
2020年、『スパイの妻〈劇場版〉』が第77回ヴェネツィア国際映画祭 銀獅子賞（監督賞）受賞をはじめ複数の映画賞に輝いた。

## 受賞歴
- 1981年 - 第4回ぴあフィルムフェスティバル 入選（『しがらみ学園』）

- 1997年 - 第7回日本映画プロフェッショナル大賞 作品賞（『CURE』 ）

- 1998年 - 第8回日本映画プロフェッショナル大賞  作品賞（『蛇の道（英語版）』）

- 2000年 - 第10回日本映画プロフェッショナル大賞  作品賞（『カリスマ』）

- 2001年 - 第54回カンヌ国際映画祭 ある視点部門 国際映画批評家連盟賞（『回路』）

- 2003年 - 第13回日本映画プロフェッショナル大賞 作品賞（『アカルイミライ』）、監督賞（『アカルイミライ』、『ドッペルゲンガー』）

- 2008年 - 第61回カンヌ国際映画祭 ある視点部門 審査員賞（『トウキョウソナタ』）

- 2012年 - 東京ドラマアウォード2012 連続ドラマ部門 作品賞優秀賞・演出賞『贖罪』）

- 2013年 - 第8回ローマ映画祭 最優秀監督賞（『Seventh Code』）

- 2015年
  - 第68回カンヌ国際映画祭 ある視点部門 監督賞（『岸辺の旅』）
  - 第33回川喜多賞（『岸辺の旅』）

- 2016年
  - 第16回ニッポン・コネクション ニッポン名誉賞
  - 第29回東京国際映画祭・SAMURAI賞『ダゲレオタイプの女』
  - 毎日芸術賞『ダゲレオタイプの女』

- 2018年 - 芸術選奨文部科学大臣賞（『散歩する侵略者』）[35]

- 2020年
  - 第77回ヴェネツィア国際映画祭 銀獅子賞（監督賞）（『スパイの妻〈劇場版〉』）
  - GQ Men of the Year2020 フィルム・ディレクター・オブ・ザ・イヤー賞／アウディ・モスト・プログレッシヴ・マン賞（『スパイの妻〈劇場版〉』）[36]
  - エル シネマアワード2020 エル ベストディレクター賞（『スパイの妻〈劇場版〉』）[37]
  - 第33回日刊スポーツ映画大賞・石原裕次郎賞 監督賞（『スパイの妻〈劇場版〉』）[38]
  - 第94回キネマ旬報ベスト・テン 脚本賞（『スパイの妻〈劇場版〉』、濱口竜介、野原位と共同）[39]

- 2021年 - 紫綬褒章[40][41]

- 2024年 - 芸術文化勲章オフィシエ（フランス文化省）[42]

## 監督作品

### 長編映画
- 神田川淫乱戦争（1983年） - 兼脚本・選曲・ナレーション
- ドレミファ娘の血は騒ぐ（1985年） - 兼脚本
- スウィートホーム（1989年） - 兼脚本
- 地獄の警備員（1992年） - 兼脚本（共同脚本）
- DOOR III（1996年）
- 復讐 運命の訪問者（1997年）
  - 復讐 消えない傷痕（1997年） - 兼脚本
- CURE（1997年） - 兼脚本
- 蛇の道（英語版）（1998年、制作・配給：大映） ※VHSのみ『修羅の極道 〜蛇の道〜』[43]。DVD（2020年）は原題。
  - 蜘蛛の瞳（フランス語版）（1998年、制作・配給：大映） - 兼脚本（共同脚本） ※VHSのみ『修羅の狼 〜蜘蛛の瞳〜』[43]。DVD（2020年）は原題。
- ニンゲン合格（1999年） - 兼脚本
- 大いなる幻影（1999年） - 兼脚本
- カリスマ（1999年） - 兼脚本
- 回路（2000年） - 兼脚本
- 降霊 KOUREI（英語版）（2001年） - 兼脚本 ※テレビドラマの劇場公開版
- アカルイミライ（2003年） - 兼脚本
- ドッペルゲンガー（2003年） - 兼脚本
- LOFT ロフト（2006年） - 兼脚本[44]
- 叫（2007年） - 兼脚本[45]
- トウキョウソナタ（2008年） - 兼脚本（共同脚本）[46]
- 贖罪 インターナショナル版（2012年） - 兼脚本 ※テレビドラマの劇場公開版
- リアル〜完全なる首長竜の日〜（2013年） - 兼脚本（共同脚本）[47]
- 一九〇五（製作中止）[48][49]
- Seventh Code（2014年） - 兼脚本[50]
- 岸辺の旅（2015年） - 兼脚本（共同脚本）[51]
- クリーピー 偽りの隣人（2016年） - 兼脚本[52]
- ダゲレオタイプの女（2016年） - 兼脚本[31]
- 散歩する侵略者（2017年） - 兼脚本（共同脚本）[53]
  - 予兆 散歩する侵略者 劇場版（2017年） - 兼脚本（共同脚本）[54] ※テレビドラマの劇場公開版
- 旅のおわり世界のはじまり（2019年） - 兼脚本[55]
- スパイの妻〈劇場版〉（2020年） - 兼脚本（共同脚本） ※テレビドラマの劇場公開版
- 蛇の道（2024年）  - 兼脚本 ※セルフリメイク映画
- Cloud クラウド（2024年） - 兼脚本

### 短編映画
- 危ない話 第2話「奴らは今夜もやってきた」（1989年） - 兼脚本（共同）
- 2001 映画と旅（2001年）
- 刑事まつり「霊刑事」（2003年） - 兼脚本
- ココロ、オドル。（2004年）
- 楳図かずお恐怖劇場「蟲たちの家」（2005年）
- ビューティフル・ニュー・ベイエリア・プロジェクト（2013年） - 兼脚本
- Chime（2024年） - 兼脚本

### オリジナルビデオ
- 893（ヤクザ）タクシー（1994年） - 兼脚本（共同脚本）
- 打鐘（ジャン） 男たちの激情（1994年） - 兼脚本（共同脚本）
- 勝手にしやがれ!! 強奪計画（1995年） - 兼脚本（共同脚本）
  - 勝手にしやがれ!! 脱出計画（1995年） - 兼脚本（共同脚本）
  - 勝手にしやがれ!! 黄金計画（1996年） - 兼脚本
  - 勝手にしやがれ!! 逆転計画（1996年） - 兼脚本
  - 勝手にしやがれ!! 成金計画（1996年） - 兼脚本（共同脚本）
  - 勝手にしやがれ!! 英雄計画（1996年）

### テレビドラマ
- DRAMADAS「もだえ苦しむ活字中毒者 地獄の味噌蔵」（1990年、関西テレビ）
  - DRAMADOS「よろこびの渦巻」（1992年、関西テレビ） - 兼脚本
- 胸さわぎの15才（フィフティーン） 第11・12話（1992年、関西テレビ）
- ワタナベ 第1・2・11・12話（1993年、関西テレビ）
- 学校の怪談（関西テレビ）
  - 第3回「花子さん」（1994年）
  - 第4回「音楽室の少女」（1994年）
  - 第11回「あの子はだあれ?」（1994年） - 兼脚本
  - 学校の怪談f「廃校奇譚」（1997年） - 兼脚本（共同脚本）
  - 学校の怪談G「木霊」（1998年）
  - 学校の怪談 物の怪スペシャル「花子さん」（2001年）
- 秋の恐怖スペシャル「降霊〜ウ・シ・ロ・ヲ・ミ・ル・ナ〜」（1999年、関西テレビ） - 兼脚本
- 愛と不思議と恐怖の物語 ウルチョラ・セブン「タイムスリップ」（2002年、関西テレビ） - 兼脚本・撮影・編集
- 贖罪（2012年、WOWOW『連続ドラマW』） - 兼脚本
- 予兆 散歩する侵略者（2017年、WOWOW） - 兼脚本（共同脚本）[56]
- スパイの妻（2020年、NHK BS8K） - 兼脚本（共同脚本）

### 配信ドラマ
- モダンラブ・東京 第5話「彼を信じていた13日間」（2022年、Amazon Prime Video） - 兼脚本[57]

### テレビ番組
- 風の又三郎（2003年、NHK-BShi『朗読紀行 にっぽんの名作』） - 演出

### ミュージック・ビデオ
- マーキーズ「とんがり娘」（1991年）
- 前田敦子「セブンスコード」（2013年）
- 相対性理論「FLASHBACK」（2016年）[58]
- 乃木坂46「Actually...」（2022年、CD収録バージョン）

## 出演作品

### 映画
- 太陽を盗んだ男（1979年） - 桜井国彦
- お葬式（1984年） - 助監督
- 星くず兄弟の伝説（1985年） - サロン魚の目の客
- 誘惑者（1989年） - 図書館員
- 夜のストレンジャー 恐怖（1991年）
- したくて、したくて、たまらない、女。（1995年） - ジャーナリスト
- 亡霊学級（1996年）
- WiLd LIFe（1997年）
- ピエタ（1997年） - 地下酒場の警官
- 血を吸う宇宙（2001年） - 新聞配達
- 曖昧な未来、黒沢清（2002年） -（ドキュメンタリー）
- 3on3 スリー・オン・スリー（2003年）
- ピンクリボン（2004年） - （ドキュメンタリー）
- 輪廻（2006年） - 大学教授
- 映画監督って何だ!（2006年）
- 殺しのはらわた（2007年） -　殺し屋
- Val Lewton: The Man in the Shadows（2008年） - （ドキュメンタリー）
- オカルト（2008年） - 黒沢清（本人役で出演）
- ヒッチコック/トリュフォー（2015年） - （ドキュメンタリー）[59]
- 星くず兄弟の新たな伝説（2018年） - 酒場で西部劇を語る客

### オリジナルビデオ
- 夜のストレンジャー 恐怖（1991年） - タクシーの客
- ミカドロイド（1991年）
- パチンカー奈美（1992年）

### ドキュメンタリー番組
- 世界のクロサワ「スパイの妻」を語る〜ベネチア国際映画祭17年ぶりの快挙〜（2020年10月、NHK BSP）[60]
- ドキュメント「スパイの妻」〜女優・蒼井優が挑む監督・黒沢清の世界〜（2021年4月11日、NHK BSP）[61]

## 著書

### 評論
- 映像のカリスマ 黒沢清映画史（1992年、フィルムアート社） 増補改訂版（2006年、エクスナレッジ）
- 映画はおそろしい（2001年、青土社）新装版（2018年、青土社）
- 黒沢清の映画術（2006年、新潮社）
- 映画のこわい話 黒沢清対談集（2007年、青土社）
- 恐怖の対談 映画のもっとこわい話（2008年、青土社）
- 黒沢清、21世紀の映画を語る（2010年、Boid）

### 共編著
- ロスト・イン・アメリカ（2000年、デジタルハリウッド出版局、青山真治・安井豊・阿部和重・塩田明彦共著、稲川方人・樋口泰人編）
- 黒沢清の恐怖の映画史（2003年、青土社、篠崎誠共著）
- 映画の授業 映画美学校の教室から（2004年、青土社、高橋洋・塩田明彦・万田邦敏・たむらまさき共著）
- 東京から 現代アメリカ映画談 イーストウッド、スピルバーグ、タランティーノ（2010年、青土社、蓮實重彦共著）
- 日本映画は生きている（2010年、岩波書店、全8巻、四方田犬彦・吉見俊哉・李鳳宇共編）
- 映画長話（2011年、リトルモア、蓮實重彦・青山真治共著）

### 小説
- キュア（1997年、徳間文庫）
- 回路（2001年、徳間書店）のち文庫化

## 関連文献
- White, Jerry (2007). The Films of Kiyoshi Kurosawa: Master of Fear. Stone Bridge Press. ISBN 9781933330211
- 文學界編集部 編『世界最恐の映画監督 黒沢清の全貌』文藝春秋、2017年。ISBN 9784163907062。